# Lijst van Belgische etappewinnaars Ronde van Spanje
De lijst van Belgische etappewinnaars in de Ronde van Spanje is een overzicht van alle Belgische etappewinnaars in de Ronde van Spanje, vanaf de eerste editie in 1935.

## Hoogtepunten
Het totaal aantal overwinningen, inclusief een winst in de ploegentijdrit in 1973 door de Belgische ploeg Molteni, bedraagt 227 (t/m editie 2024). De eerste Belgische ritwinnaar was Antoon Dignef, die de eerste rit in de Ronde van Spanje 1935 won.
Het grootste aantal overwinningen komt op naam van Rik Van Looy, die tussen 1958 en 1965 achttien etappes won. Een opmerkelijke prestatie komt op naam van Freddy Maertens, die in de Ronde van Spanje 1977 niet alleen het eindklassement op zijn naam schreef, maar tevens dertien etappezeges in deze Vuelta boekte. De editie van 1977 was de succesrijkste voor België met in totaal veertien ritoverwinningen.

## Ranglijst
Bijgewerkt tot en met Ronde van Spanje 2024 10e etappe.
| Naam                       | Aantal | Per editie                          |
| -------------------------- | ------ | ----------------------------------- |
| Rik Van Looy               | 18     | 1958 (5) 1959 (4) 1964 (1) 1965 (8) |
| Freddy Maertens            | 13     | 1977 (13)                           |
| Eddy Planckaert            | 10     | 1982 (5) 1985 (2) 1986 (2) 1989 (1) |
| Eddy Peelman               | 9      | 1970 (2) 1971 (3) 1973 (2) 1974 (2) |
| Philippe Gilbert           | 7      | 2010 (2) 2012 (2) 2013 (1) 2019 (2) |
| Noël Dejonckheere          | 6      | 1979 (2) 1983 (1) 1984 (3)          |
| Gustaaf Deloor             | 6      | 1935 (3) 1936 (3)                   |
| Rik Van Steenbergen        | 6      | 1956 (6)                            |
| Eddy Merckx                | 6      | 1973 (6)                            |
| Fons De Wolf               | 6      | 1979 (5) 1985 (1)                   |
| Remco Evenepoel            | 5      | 2022 (2) 2023 (3)                   |
| Roger Swerts               | 5      | 1973 (1) 1974 (3) 1975 (1)          |
| Frans De Mulder            | 4      | 1960 (4)                            |
| Frans Melckenbeeck         | 4      | 1964 (3) 1965 (1)                   |
| Guido Reybrouck            | 4      | 1967 (1) 1970 (3)                   |
| Alfons Schepers            | 3      | 1936 (3)                            |
| Jean Lesage                | 3      | 1948 (3)                            |
| Roger Baens                | 3      | 1957 (1) 1963 (2)                   |
| Arthur Decabooter          | 3      | 1960 (2) 1961 (1)                   |
| Jan Lauwers                | 3      | 1963 (2) 1967 (1)                   |
| Pieter Nassen              | 3      | 1972 (1) 1973 (2)                   |
| Ferdi Van Den Haute        | 3      | 1976 (1) 1978 (2)                   |
| Eric Vanderaerden          | 3      | 1983 (2) 1992 (1)                   |
| Wout van Aert              | 3      | 2024 (3)                            |
| Jasper Philipsen           | 3      | 2020 (1) 2021 (2)                   |
| François Adam              | 2      | 1935 (2)                            |
| Antoon Dignef              | 2      | 1935 (2)                            |
| Edward Van Dijck           | 2      | 1947 (2)                            |
| Rik Evens                  | 2      | 1950 (2)                            |
| Rik Luyten                 | 2      | 1958 (2)                            |
| Ward Sels                  | 2      | 1964 (1) 1969 (1)                   |
| Victor Van Schil           | 2      | 1964 (1) 1968 (1)                   |
| Raymond Steegmans          | 2      | 1969 (2)                            |
| Walter Godefroot           | 2      | 1971 (2)                            |
| Rik Van Linden             | 2      | 1974 (2)                            |
| Dirk Ongenae               | 2      | 1976 (2)                            |
| Michel Pollentier          | 2      | 1977 (1) 1984 (1)                   |
| Willy Teirlinck            | 2      | 1978 (2)                            |
| Eddy Vanhaerens            | 2      | 1982 (2)                            |
| Guido Van Calster          | 2      | 1984 (2)                            |
| Jozef Lieckens             | 2      | 1984 (2)                            |
| Tom Steels                 | 2      | 1996 (2)                            |
| Frank Vandenbroucke        | 2      | 1999 (2)                            |
| Tom Boonen                 | 2      | 2008 (2)                            |
| Gianni Meersman            | 2      | 2016 (2)                            |
| Tim Wellens                | 2      | 2020 (2)                            |
| Joseph Huts                | 1      | 1936 (1)                            |
| Alfons Deloor              | 1      | 1936 (1)                            |
| Frans Gielen               | 1      | 1948 (1)                            |
| Omer Braeckeveldt          | 1      | 1950 (1)                            |
| Jan Adriaensens            | 1      | 1957 (1)                            |
| Gilbert Desmet I           | 1      | 1958 (1)                            |
| Alfons Sweeck              | 1      | 1960 (1)                            |
| Marcel Seynaeve            | 1      | 1961 (1)                            |
| René Van Meenen            | 1      | 1961 (1)                            |
| Frans Aerenhouts           | 1      | 1963 (1)                            |
| Armand Desmet              | 1      | 1964 (1)                            |
| Henri De Wolf              | 1      | 1964 (1)                            |
| Jean Ronsmans              | 1      | 1970 (1)                            |
| Roger Rosiers              | 1      | 1970 (1)                            |
| Willy In 't Ven            | 1      | 1970 (1)                            |
| Hubert Hutsebaut           | 1      | 1971 (1)                            |
| Wilfried David             | 1      | 1971 (1)                            |
| Willy Scheers              | 1      | 1971 (1)                            |
| Roger Kindt                | 1      | 1972 (1)                            |
| Jos Deschoenmaecker        | 1      | 1973 (1)                            |
| Molteni (ploeg)            | 1      | 1973 (1)                            |
| Eric Leman                 | 1      | 1974 (1)                            |
| Wilfried Wesemael          | 1      | 1975 (1)                            |
| Luc Leman                  | 1      | 1975 (1)                            |
| Julien Stevens             | 1      | 1975 (1)                            |
| José De Cauwer             | 1      | 1976 (1)                            |
| Georges Pintens            | 1      | 1976 (1)                            |
| Arthur Van De Vijver       | 1      | 1976 (1)                            |
| Patrick Lefevere           | 1      | 1978 (1)                            |
| Jean-Philippe Vandenbrande | 1      | 1978 (1)                            |
| Roger De Cnijf             | 1      | 1979 (1)                            |
| Frans Van Vlierberghe      | 1      | 1979 (1)                            |
| Lucien Van Impe            | 1      | 1979 (1)                            |
| Etienne De Wilde           | 1      | 1980 (1)                            |
| Willy Sprangers            | 1      | 1982 (1)                            |
| Roger De Vlaeminck         | 1      | 1984 (1)                            |
| Daniel Rossel              | 1      | 1984 (1)                            |
| Jean-Luc Vandenbroucke     | 1      | 1987 (1)                            |
| Marnix Lameire             | 1      | 1989 (1)                            |
| Jean-Pierre Heynderickx    | 1      | 1989 (1)                            |
| Benny Van Brabant          | 1      | 1990 (1)                            |
| Nico Emonds                | 1      | 1990 (1)                            |
| Edwig Van Hooydonck        | 1      | 1992 (1)                            |
| Johan Bruyneel             | 1      | 1992 (1)                            |
| Greg Van Avermaet          | 1      | 2008 (1)                            |
| Wouter Weylandt            | 1      | 2008 (1)                            |
| Jasper Stuyven             | 1      | 2015 (1)                            |
| Jonas Van Genechten        | 1      | 2016 (1)                            |
| Jens Keukeleire            | 1      | 2016 (1)                            |
| Yves Lampaert              | 1      | 2017 (1)                            |
| Sander Armée               | 1      | 2017 (1)                            |
| Thomas De Gendt            | 1      | 2017 (1)                            |
| Jelle Wallays              | 1      | 2018 (1)                            |

 winnaars · rode trui · 
 puntenklassement · 
 bergklassement · 
 combinatieklassement · 
 jongerenklassement · 
 ploegenklassement · 
 strijdlust

 Belgische leiderstruidragers · etappewinnaars

 Nederlandse leiderstruidragers · etappewinnaars
1935 · 1936 · 1937 · 1938 · 1939 · 1940 · 1941 · 1942 · 1943 · 1944 · 1945 · 1946 · 1947 · 1948 · 1949 · 1950 · 1951 · 1952 · 1953 · 1954 · 1955 · 1956 · 1957 · 1958 · 1959 · 1960 · 1961 · 1962 · 1963 · 1964 · 1965 · 1966 · 1967 · 1968 · 1969 · 1970 · 1971 · 1972 · 1973 · 1974 · 1975 · 1976 · 1977 · 1978 · 1979 · 1980 · 1981 · 1982 · 1983 · 1984 · 1985 · 1986 · 1987 · 1988 · 1989 · 1990 · 1991 · 1992 · 1993 · 1994 · 1995 · 1996 · 1997 · 1998 · 1999 · 2000 · 2001 · 2002 · 2003 · 2004 · 2005 · 2006 · 2007 · 2008 · 2009 · 2010 · 2011 · 2012 · 2013 · 2014 · 2015 · 2016 · 2017 · 2018 · 2019 · 2020 · 2021 · 2022 · 2023 · 2024 · 2025